# Tasmantrix calliplaca
Tasmantrix calliplaca là một loài bướm đêm thuộc họ Micropterigidae. Nó được tìm thấy ở miền đông Úc, in coastal rainforest from Finch Hatton Gorge, Eungella Range in Queensland to Elizabeth Beach in New South Wales.
Chiều dài cánh trước khoảng 2.9 mm đối với con đực và 3.3 mm đối với con cái. ==Chú thích==
1. ↑  Micropterigidae (Lepidoptera) of the Southmiền tây Pacific: a revision with the establishment of five new genera from Australia, New Caledonia và New Zealand